# El moderno Sherlock Holmes
El moderno Sherlock Holmes (título original: Sherlock, Jr.) es una película de comedia muda estadounidense de 1924 dirigida y protagonizada por Buster Keaton. Cuenta con las actuaciones de Kathryn McGuire, Joe Keaton y Ward Crane.

## Argumento
Un proyeccionista y conserje de cine (Buster Keaton) está enamorado de una joven (Kathryn McGuire). Tras terminar su turno en el trabajo, el proyeccionista va a visitarla a su casa, regalándole una caja de chocolates y un anillo. Posteriormente llega otro pretendiente, apodado "el jeque local" (Ward Crane), que al no tener dinero para comprar obsequios, roba un reloj de bolsillo de una chaqueta que estaba en la casa. Luego de vender el reloj, el jeque le compra a la joven una caja de chocolates más cara.
Cuando el padre de la muchacha descubre que su reloj desapareció, el otro pretendiente guarda el recibo de venta del reloj en la chaqueta del proyeccionista. El proyeccionista, que estudiaba para convertirse en detective, se ofrece para resolver el caso y comienza a registrar a los presentes. Tras registrarlos y no encontrar pistas, el padre de la joven lo registra a él, encontrando el recibo en su chaqueta. Creyendo que fue el proyeccionista quien robó el reloj, el padre lo expulsa de la casa.
Esa noche, la joven va a la casa de empeño y le pregunta al encargado las características físicas del hombre que vendió el reloj. Cuando el encargado le indica que el vendedor fue el jeque, la joven va al cine donde trabaja el proyeccionista. Mientras tanto, el proyeccionista se queda dormido en su trabajo y sueña que es un personaje dentro de la película que están proyectando en el cine. Los demás personajes del filme son reemplazados por la joven, su padre y el jeque. En el sueño, el proyeccionista es un detective llamado Sherlock Jr., que es contratado para resolver el robo de un collar de perlas.
Tras resolver el caso y derrotar al villano en su sueño, el proyectista despierta y es visitado por su enamorada, quien le pide perdón por haberse equivocado al acusarlo de robar el reloj. Mientras se reconcilian, el proyeccionista imita los gestos que hacen dos personajes enamorados en la pantalla del cine.

## Reparto
- Buster Keaton ... Proyeccionista / Sherlock, Jr.
- Kathryn McGuire ... La joven
- Joe Keaton ... El padre de la joven
- Ward Crane ... El jeque local / El villano
- Erwin Connelly ... El peón / El mayordomo
- Ford West ... Gerente del cine / Gillette, asistente de Sherlock

## Recepción
En 1991, la película fue considerada «cultural, histórica y estéticamente significativa» por la Biblioteca del Congreso de Estados Unidos y seleccionada para su preservación en el National Film Registry. En el 2000, el American Film Institute la incluyó en su lista AFI's 100 años... 100 sonrisas como una de las mejores películas cómicas del cine estadounidense. En 2005, los críticos Richard Schickel y Richard Corliss de la revista Time la incluyeron entre su lista de las 100 mejores películas de la historia.